# Adolf von Beckerath
Franz Adolf von Beckerath (* 17. August 1834 in Schloss Cracau (Krefeld); † 28. Dezember 1915 in Berlin) war ein deutscher Kunstsammler.

## Leben
Der jüngste Spross einer bedeutenden Krefelder Textilfabrikanten-Familie wurde selbst Seidenhändler und zog in den frühen 1850er Jahren nach Berlin. Der Wahlberliner galt als Italienfreund, Musikliebhaber und -förderer und als einer der besten Kenner der Kunst der italienischen Renaissance. Früh begann er planmäßig zu sammeln: Arbeiten der Plastik und des Kunstgewerbes der italienischen Frührenaissance, daneben auch Gemälde und in allergrößtem Umfang Zeichnungen alter Meister. Bald erstreckte sich sein Sammlereifer auch auf die Holländer des 17. Jahrhunderts.
Unter den gründerzeitlichen Sammlungen alter Kunst im deutschsprachigen Raum ist seine Sammlung nur mit der des Adalbert von Lana zu vergleichen.
Um nur einige Namen zu nennen, die man in der Beckerath-Sammlung findet:
Stefano da Verona, Filippo Lippi, Botticelli, Michelangelo, Tizian, Dürer, Rubens, Van Dyck, Rembrandt, François Boucher.
Zeitgenossen wie Friedländer und Bode, die es beurteilen konnten, attestierten Beckerath „Kunstsinn und historisches Verständnis“.
Allein die Zeichnungssammlung Beckeraths umfasste 3456 Werke, die er gegen eine Leibrente dem Kupferstichkabinett Berlin zur Verfügung stellte.
Zur Erinnerung an den Erwerb der Sammlung 100 Jahre zuvor fand vom 30. November 2002 bis 2. März 2003 im Kupferstichkabinett der Staatlichen Museen zu Berlin eine Ausstellung mit den Meisterzeichnungen der Sammlung Adolf von Beckerath statt.